# Steinhöfel-Schmiedeberg-Friedrichsfelde
Steinhöfel-Schmiedeberg-Friedrichsfelde este o arie protejată (arie specială de conservare — SAC, sit de importanță comunitară — SCI) din Germania întinsă pe o suprafață de 1.315,89 ha, integral pe uscat.

## Localizare
Centrul sitului Steinhöfel-Schmiedeberg-Friedrichsfelde este situat la coordonatele 53°06′51″N 13°52′43″E / 53.1142°N 13.8786°E.

## Înființare
Situl Steinhöfel-Schmiedeberg-Friedrichsfelde a fost declarat sit de importanță comunitară în septembrie 2000.

## Biodiversitate
Situată în ecoregiunea continentală, aria protejată conține 4 habitate naturale: Lacuri eutrofice naturale cu vegetație de tip Magnopotamion sau Hydrocharition, Pajiști stepice subpanonice, Liziere de ierburi înalte hidrofile de câmpie și de nivel montan până la alpin, Fânețe de joasă altitudine (Alopecurus pratensis, Sanguisorba officinalis).
La baza desemnării sitului se află mai multe specii protejate:
- amfibieni (2): buhai de baltă cu burta roșie (Bombina bombina), triton cu creastă (Triturus cristatus)
- mamifere (3): castor (Castor fiber), vidră de râu (Lutra lutra), liliac comun (Myotis myotis)

Pe lângă speciile protejate, pe teritoriul sitului au mai fost identificate 4 specii de amfibieni, 2 specii de reptile.